# Gomphoceroides
Gomphoceroides är ett släkte av insekter. Gomphoceroides ingår i familjen gräshoppor.
Kladogram enligt Catalogue of Life:
| Gomphoceroides | \| \| Gomphoceroides albomarginis \| \| \| \| \| \| Gomphoceroides flavutibia \| \| \| \| \| \| Gomphoceroides xingjiangensis \| \| \| \| |
|                | \| \| Gomphoceroides albomarginis \| \| \| \| \| \| Gomphoceroides flavutibia \| \| \| \| \| \| Gomphoceroides xingjiangensis \| \| \| \| |
|                | Gomphoceroides albomarginis |
|                | |
|                | Gomphoceroides flavutibia |
|                | |
|                | Gomphoceroides xingjiangensis |
|                | |